# Ambassade du Maroc en Grèce
L'ambassade du Maroc en Grèce est la représentation diplomatique du Maroc en Grèce. Elle est située à Athènes, la capitale du pays. Depuis le 6 juillet 2020, son ambassadeur est Mohamed Sbihi.

## Ambassade
L'ambassade est située au 115 avenue Marathonodromon et 2, rue Kondylaki 15452 P. Psychico, Athènes.

## Liste des ambassadeurs
| Nom                           | image | fonction               | date de début de mission | date de fin de mission | Rois du Maroc         |
| ----------------------------- | ----- | ---------------------- | ------------------------ | ---------------------- | --------------------- |
|                               |       |                        |                          |                        | Hassan II             |
| Omar Boucetta,                |       | Ambassadeur            | 1962                     | 1965                   |                       |
| Aicha du Maroc                |       | Ambassadeur            | 1969                     | 1970                   |                       |
| Mohamed El Habib Fassi-Fihri, |       | Ambassadeur            | 1982                     | 1986                   |                       |
| Abdelaziz Laâbi,              |       | Ambassadeur            | 1988                     | 1996                   |                       |
| Noureddine Sefiani            |       | Ambassadeur            | décembre 1996            | décembre 2000          | Hassan II/Mohammed VI |
| Mohamed Lotfi Aouad           |       | Ambassadeur            | 5 janvier 2001           |                        | Mohammed VI           |
| Abdelkader El Ansari          |       | Ambassadeur            | 7 novembre 2008          | 2016                   | Mohammed VI           |
| Samir Addahre,                |       | Ambassadeur            | 13 octobre 2016          | 2018                   | Mohammed VI           |
| Khalid Sebti                  |       | Chargé d'Affaires a.i. | 2018                     | 6 juillet 2020         | Mohammed VI           |
| Mohamed Sbihi,                |       | Ambassadeur            | 6 juillet 2020           |                        | Mohammed VI           |